# さんふらわあ しれとこ
さんふらわあ しれとこ（SUNFLOWER SHIRETOKO）は、商船三井さんふらわあが運航していたフェリー。当初は九越フェリーのニューれいんぼうべる（NEW RAINBOW BELL）として就航した。

## 概要

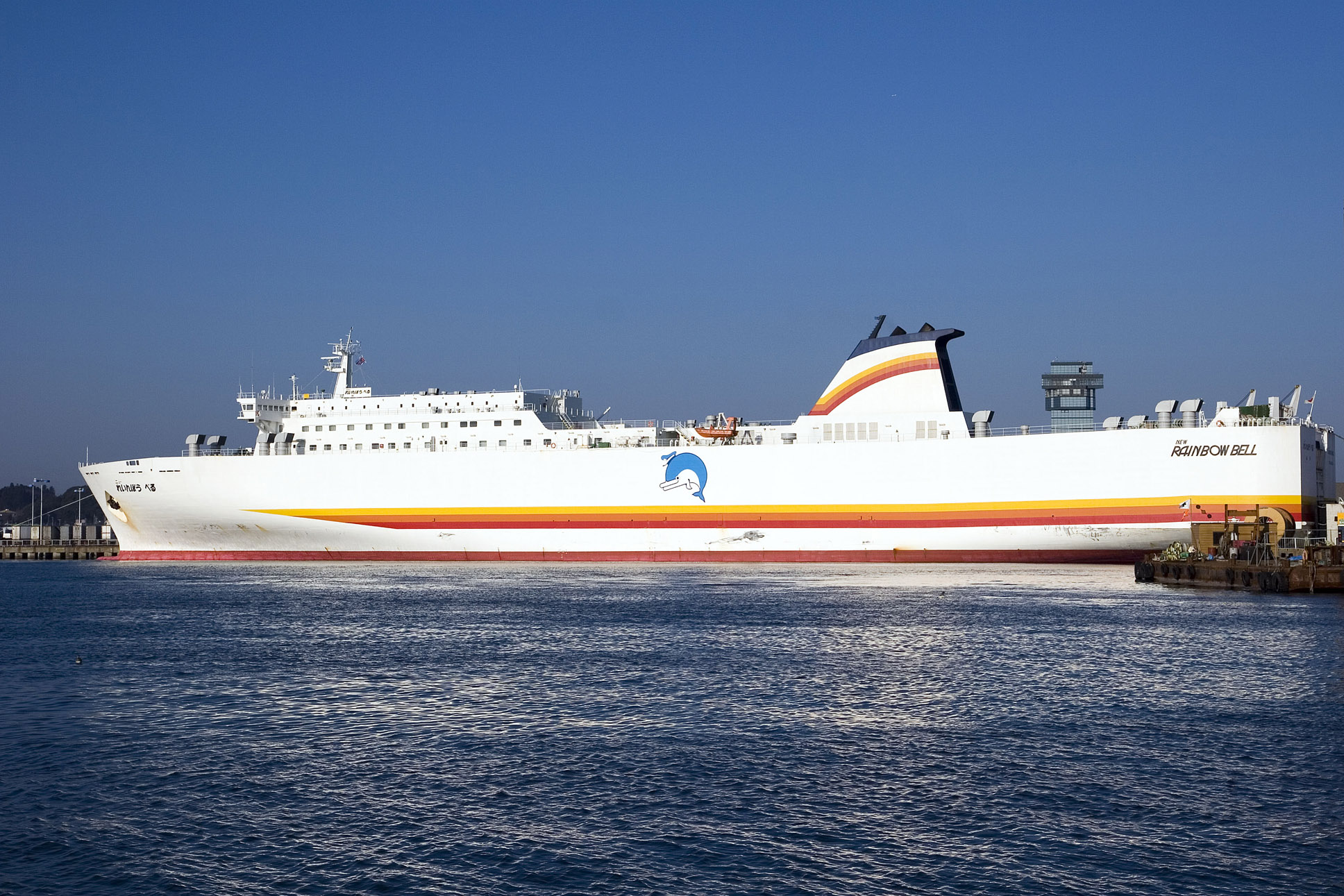
「ニューれいんぼうべる」時代（2007年 大洗港）

れいんぼうべるの代船として三菱重工業下関造船所で建造され、2001年10月に室蘭 - 直江津 - 博多航路に就航。その後東日本フェリーの会社更生法適用に伴いリベラが東日本フェリーと九越フェリー等グループ3社を合併したことに伴い2005年8月以後は東日本フェリーによる運航となった。
2006年12月には、商船三井フェリーの「さんふらわあ みと」と「さんふらわあ つくば」と等価交換され、翌年1月より苫小牧 - 大洗航路の深夜便に就航し3月に「さんふらわあしれとこ」に改名。商船三井系のフェリーで「しれとこ」の船名が用いられるのは、商船三井フェリーの前身である日本沿海フェリー「しれとこ丸」の引退以来18年ぶりとなった。
2021年からは商船三井・三井E&S造船を中心とした自動運航船の実証実験にも用いられており、2021年4月26日には大洗港にて世界初の大型船自動離着桟、2022年2月6-7日には苫小牧港から大洗港での定期航路ルートにて世界最長距離となる約750kmの長距離自動運航を実施した。
後継船のさんふらわあ ぴりかの就航に伴い2025年7月13日苫小牧発便をもって引退。

## 設計
先代「れいんぼうべる」とは対照的に貨物重視の合理化船となっている。

## 船内
Aデッキ
- 特等洋室（旧オーナーズルーム 2名×2室　現・デラックスルーム）
  - 2004年8月 - 2006年12月・2012年5月 - 2020年4月一般販売
- レストラン・軽食コーナー「レインボーホール」（商船三井時代は「ホール」として自販機供食のみ）
- 展望ラウンジ
- 展望浴場
- ゲームコーナー

Bデッキ
- 2等寝台「カジュアルルーム」
  - 一般区画：4名×20室
  - ドライバー区画：10名×1室・12名×5室
- 案内所
- ドライバー浴室
- ドライバー娯楽室
- ペットルーム（新設）

## 事故・インシデント
- 2014年2月8日6時25分頃、欠航のため苫小牧港日之出電気化学ふ頭第2岸壁に出船の状態で係船中に貨物船「第六芙蓉丸」が衝突し本船は左舷船首部外板に凹損及び擦過傷、第六芙蓉丸は船首部のブルワークやハンドレールが曲損した。事故原因は第六芙蓉丸が左回頭し日之出ふ頭1号岸壁に接近する際に左転開始時機の確認が不十分だった事とされた[5]。